# Kitāb-i Aqdas
Cette page contient des caractères spéciaux ou non latins. S’ils s’affichent mal (▯, ?, etc.), consultez la page d’aide Unicode.
Le Kitāb-i Aqdas (ou Aqdas, arabe : الكتاب الاقدس) a été rédigé en arabe vers 1873 par Bahāʾ-Allāh, alors en exil à Saint-Jean-d’Acre. Ce pivot de son œuvre est nommé « l’Aqdas », le « Livre le Plus Saint », le « Livre des Lois » ou le « Livre-Mère » de la révélation baha’ie. Shoghi Effendi le décrit comme la « Charte de la future civilisation mondiale ». Bahāʾ-Allāh fait parvenir des exemplaires manuscrits aux baha’is d’Iran quelques années après sa révélation, et organise en 1891 l’édition lithographique du texte en arabe à Bombay.
Le Kitāb-i Aqdas connaît en 1992 seulement une traduction officielle en langue occidentale (l’anglais pour commencer). Ce retard, surprenant vu l’importance du texte (alors que des ouvrages moindres étaient traduits depuis des dizaines d’années), serait dû aux passages autorisant la bigamie ou établissant comme  peine maximale pour un incendiaire d’être brûlé et pour un meurtrier au premier degré, d’être exécuté.
C'est cependant bien plus qu’un livre de lois, car son contenu traite de bien d’autres sujets comme l’éthique, les institutions baha’ies, le culte, la description d’un nouvel ordre mondial, des prophéties ou des lettres aux dirigeants du monde. Tout en réaffirmant la validité des grandes religions du passé, l’unité de Dieu, l’amour du prochain et le but de la vie sur Terre, le « Livre le Plus Saint » abroge certaines lois rituelles du passé, et donne de nouvelles perspectives dans trois domaines : la relation de l’individu avec Dieu, les questions physiques et spirituelles de l’individu, ainsi que les relations entre individus et société… Il révèle de manière embryonnaire un code de lois sociales et spirituelles destinées à l’élaboration de la charte de la future civilisation mondiale que Bahāʾ-Allāh est venu apporter.
Sont considérés comme faisant partie du Kitāb-i Aqdas les suppléments suivants :
- « Questions et Réponses », consistant en 107 questions soumises à Bahāʾ-Allāh par Zayn al-Muqarrabīn (en) au sujet de l’application des lois, et les réponses de Bahāʾ-Allāh.
- « Quelques textes révélés en complément », comme des prières « obligatoires » et la « prière des morts », ou certaines Tablettes comme la « huitième Išrāq ».
- « Synopsis[2] et Codification des Lois et Ordonnances du Kitāb-i Aqdas », ainsi que de nombreuses notes explicatives.

Certaines lois et instructions du Kitāb-i Aqdas ne sont pas encore applicables en l’état actuel de la société, et c’est à la Maison Universelle de Justice de décider quand et comment elles le seront.
Bahāʾ-Allāh rédigea encore plusieurs Tablettes complémentaires révélées après le Kitāb-i Aqdas, comme :
- Lawḥ-i Karmil (Tablette du Carmel)
- Lawḥ-i Aqdas (Très Sainte Tablette)
- Bišārāt (Bonnes Nouvelles)
- Ṭarāzāt (Ornements)
- Taǧallīyāt (Effulgences)
- Kalimāt-i Firdawsīyya (Paroles du Paradis)
- Lawḥ-i-Dunyā (Tablette du Monde)
- Išrāqāt (Splendeurs)
- Lawḥ-i Ḥikmat (Tablette de la Sagesse)
- Aṣl-i Kull al-Ḫayr (Paroles de Sagesse)
- Lawḥ-i Maqṣūd  (Tablette de Maqṣūd)
- Sūriy-i Wafā (Tablette à Vafā)
- Lawḥ-i Sayyid-i Mahdīy-i Dahaǧī  (Tablette à Sayyid-i Mahdīy-i Dahaǧī)
- Lawḥ-i Burhān (Tablette de la Preuve)
- Kitāb-i ʿAhdī (Livre de l’Alliance)
- Lawḥ-i Arḍ-i Bā (Tablette du pays de Bā)
- et d’autres encore…